# Bunkichi Sawada
Bunkichi Sawada (jap. 沢田文吉 Sawada Bunkichi; ur. 18 lipca 1920 w Gifu, zm. 12 maja 2006 tamże) – japoński lekkoatleta.

## Kariera sportowa
W 1952 wystartował na igrzyskach olimpijskich w skoku o tyczce, kończąc rywalizację na 6. pozycji z wynikiem 4,20 m.
Trzykrotny medalista igrzysk azjatyckich: w 1951 zdobył złoto w skoku o tyczce z wynikiem 4,11 m i srebro w dziesięcioboju z 5848 pkt, a trzy lata później został złotym medalistą w skoku o tyczce z rezultatem 4,06 m.

## Losy po zakończeniu kariery
Po zakończeniu kariery był działaczem sportowym. Pełnił funkcję prezesa związku lekkoatletycznego prefektury Gifu oraz Japońskiego Stowarzyszenia Federacji Lekkoatletycznych. 17 kwietnia 1995 został honorowym obywatelem Gifu. Pracował także jako nauczyciel wychowania fizycznego. Zmarł 12 maja 2006 w szpitalu w Gifu na raka prostaty. Pogrzeb odbył się sześć dni później w tym samym mieście.